# کایا پاسخالسکا
کایا یوآنا پاسخالسکا (لهستانی: Kaja Joanna Paschalska؛ زادهٔ ۲۵ فوریه ۱۹۸۶) خواننده و بازیگر اهل لهستان است.
از فیلم‌ها یا مجموعه‌های تلویزیونی که وی در آن‌ها نقش داشته‌است، می‌توان به هتل ۵۲ و طایفه اشاره نمود.